# Bălaia, Buzău
Bălaia este un sat în comuna Smeeni din județul Buzău, Muntenia, România. Se află în zona de câmpie din partea de sud a județului.